# Саламат (посёлок железнодорожной станции, Челябинская область)
Салама́т — посёлок железнодорожной станции в Варненском районе Челябинской области России. Входит в Лейпцигское сельское поселение.

## Название
Станция Саламат получила своё название от распространённого у татар и башкир имени Саламат, со значением безопасный, благополучный.
В 15 км к юго-западу от станции находится деревня Саламат.

## География
Посёлок расположен в 21 км к северу от районного центра села Варна, в приграничной зоне границы России с Казахстаном, на правом берегу реки Верхний Тогызак.

## История
Станция создана в 1914 году при строительстве железнодорожной ветки Троицк — Орск.
В 1941—1947 годах на станции Саламат было подсобное хозяйство Челябинского завода стальконструкции. В подсобном хозяйстве работали около 200 рабочих завода и местных жителей. В подсобном хозяйстве выращивались овощи, зерно. Также занимались животноводством.
С 1956 г. по 1967 г. на станции Саламат работал шлакоблочный завод. Материалом для изготовления шлакоблоков служил шлак из паровозных топок, в больших количествах скопившийся на станции. После электрификации этого участка дороги завод закрыли.
На станции Саламат находился филиал Варненского элеватора. Сюда свозили зерно колхозы, расположенные недалеко от Саламата (колхоз «Путь Октября», колхоз имени Калинина, «Новый Труд»). В посёлке были начальная школа, фельдшерско-акушерский пункт. В 1950—1960 годы на станции Саламат проживало до 400 человек. После закрытия шлакоблочного завода и элеватора население станции Саламат резко убавилось. Закрылась начальная школа.

## Население
| 2002 | 2010 |
| ---- | ---- |
| 129  | ↘84  |

## Производство
Железнодорожная станция закрыта в 1996 году. По состоянию на осень 2010 года административный статус посёлка прежний. Закрыт вокзал. Саламат является перегоном, остановочным пунктом 66 км. 
В настоящее время на территории посёлка находится путейская часть 13-й Троицкой дистанции пути Челябинского отделения дороги и энергочасть 15-й Троицкой дистанции энергохозяйства Челябинского отделения Южно-Уральской ЖД.